# Sydkorset
Sydkorset (Crux) er et stjernebillede på den sydlige himmelkugle.
Sydkorset er et meget markant stjernebillede på den sydlige stjernehimmel, beliggende på 60° sydlig bredde. Den lange akse i korset angiver retningen mod  himlens sydpol.